# Burg Roquebrune-Cap-Martin
Die Burg Roquebrune-Cap-Martin, die nach ihren ehemaligen monegassischen Besitzern auch  Château Grimaldi genannt wird, wurde bereits Ende des 10. Jahrhunderts von Conrad I., Graf von Ventimiglia, in Roquebrune-Cap-Martin errichtet. Sie sollte das neuerliche Fußfassen der Sarazenen, die zuvor hier fast zwei Jahrhunderte gewütet hatten, verhindern. Die Höhenburg befindet sich auf dem höchsten Punkt der Gemeinde, die bis heute ihren mittelalterlichen Charakter bewahrt hat.
Seit dem 28. Februar 1927 steht die Anlage als Monument historique unter Denkmalschutz.

## Geschichte
Nach den Grafen von Ventimiglia ging die Anlage in den Besitz der Grafen der Provence über. Danach gehörte die Burg der Republik Genua, um anschließend mehrere Jahrhunderte den monegassischen Grimaldi zu dienen. Diese gestalteten die Anlage um und legten Artillerie zur Verteidigung in die Burg. Zu Beginn war die Burg eine festungsartige Anlage, die auch das damalige Dorf mit einer schützenden Mauer mit sechs Toren umgab. Im 15. Jahrhundert übernahm der Donjon die Bezeichnung der Burg. Den Rest der befestigten Anlage füllte nach und nach das heutige Dorf mit Wohnbauten aus.
1808 kam die Burg in Privatbesitz, als sie von fünf Bürgern des Ortes gekauft wurde, ehe sie 1911 der Brite Sir William Ingram erwarb. Dieser schenkte die Anlage 1921 der Gemeinde.

## Der Donjon
Der Donjon ist vermutlich der älteste erhaltene in Frankreich. Er ist 26 Meter hoch und hat zwei bis vier Meter dicke Mauern. Im Inneren befinden sich der Empfangssaal, der Wachensaal und die Gemächer der Grafenfamilie. Von seiner Plattform hat man einen Panoramablick über den Ort, das Mittelmeer, Cap Martin und das Fürstentum Monaco bis zum Mont Agel.

## Galerie

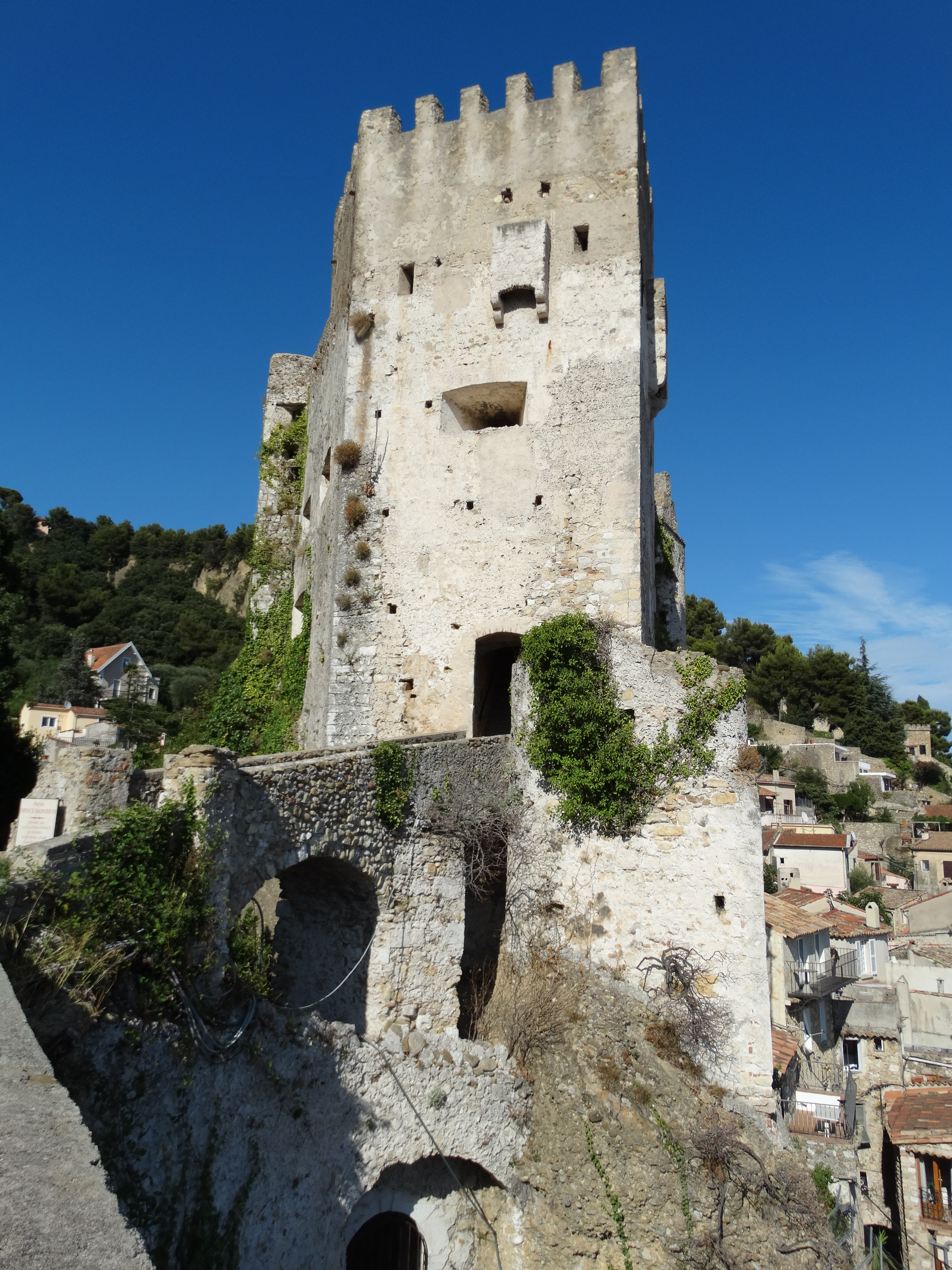
Der Hauptturm des Schlosses
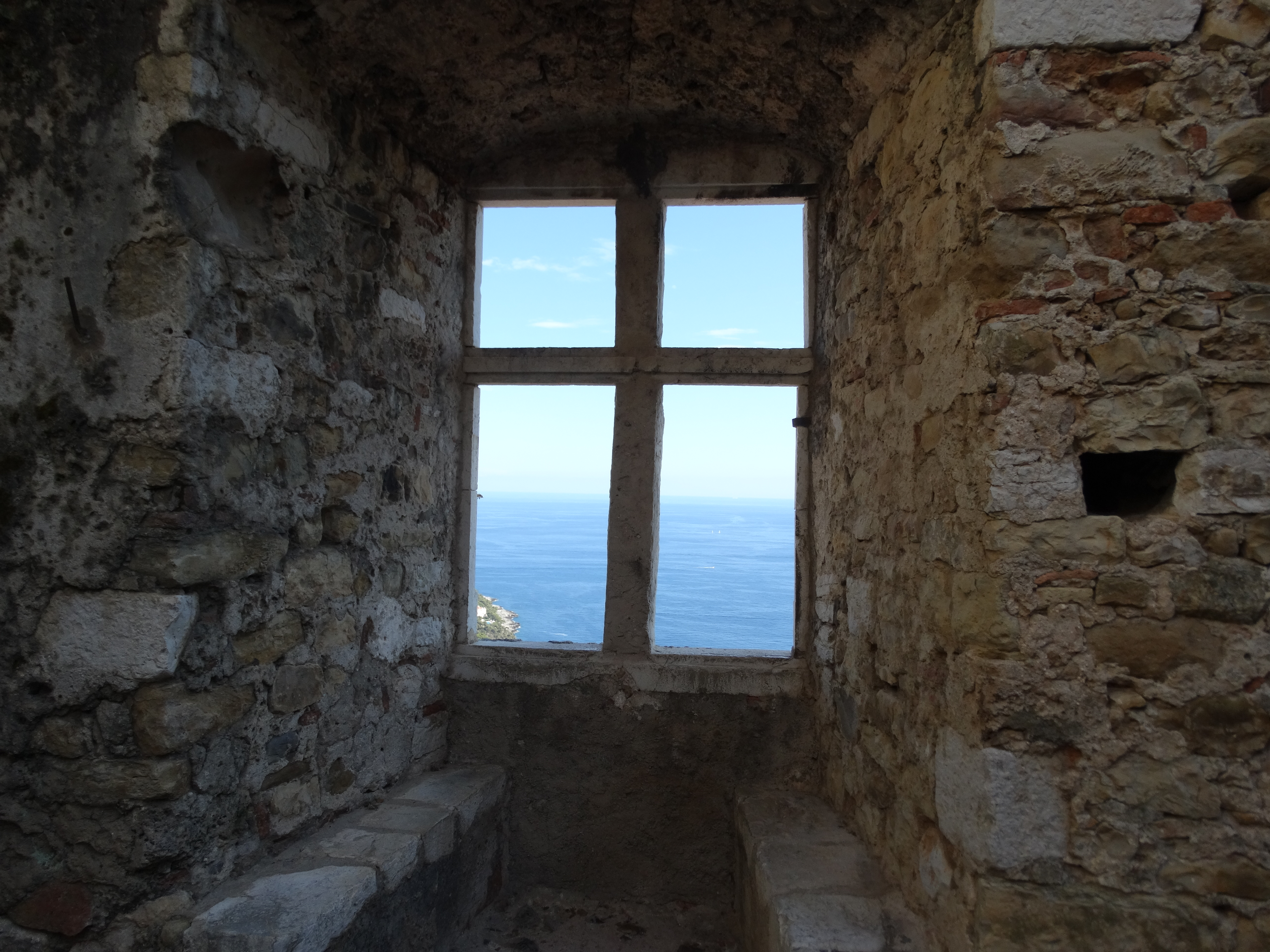
Blick aus dem Schlossfenster
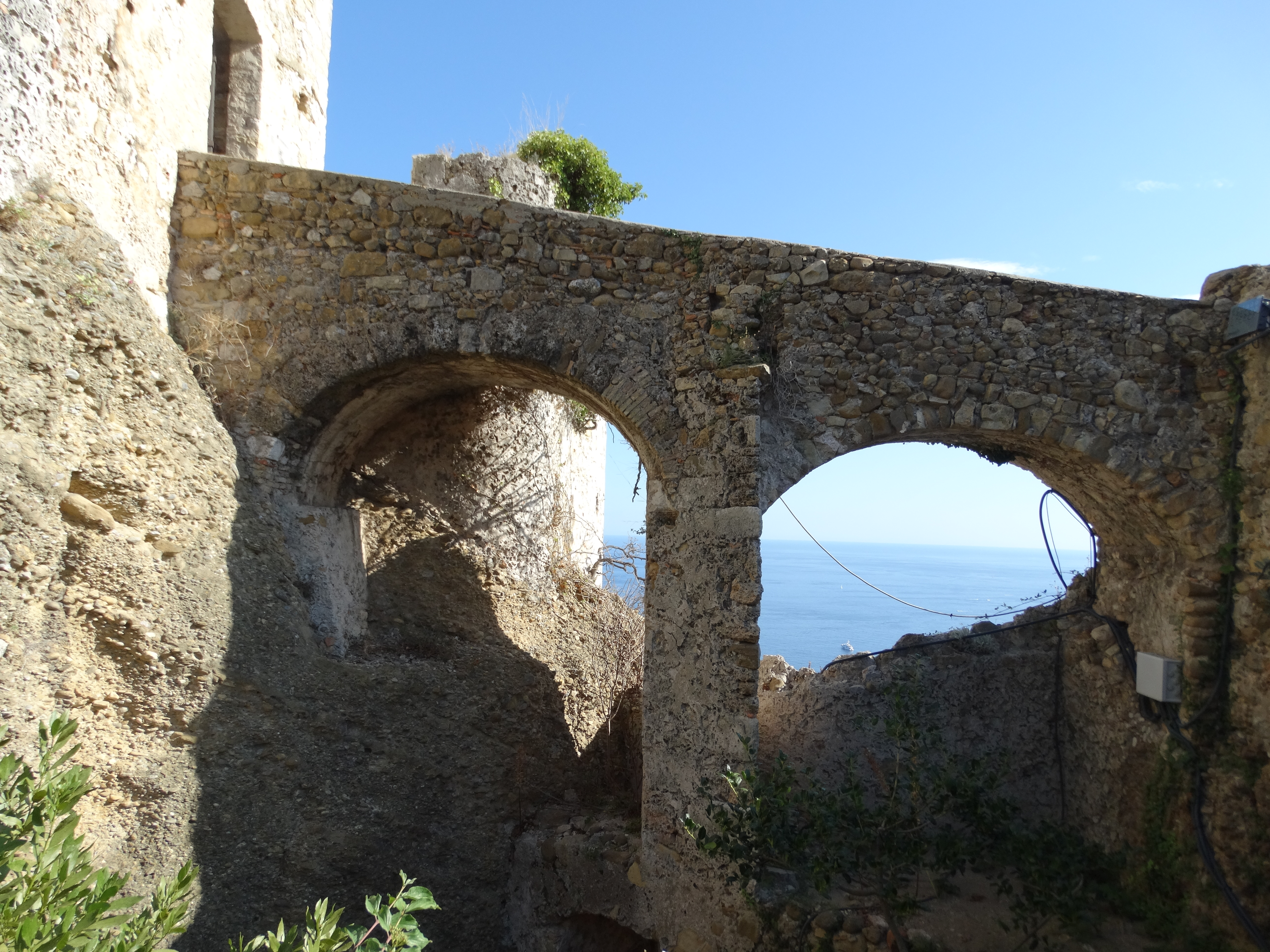
Brücke zum Schloss
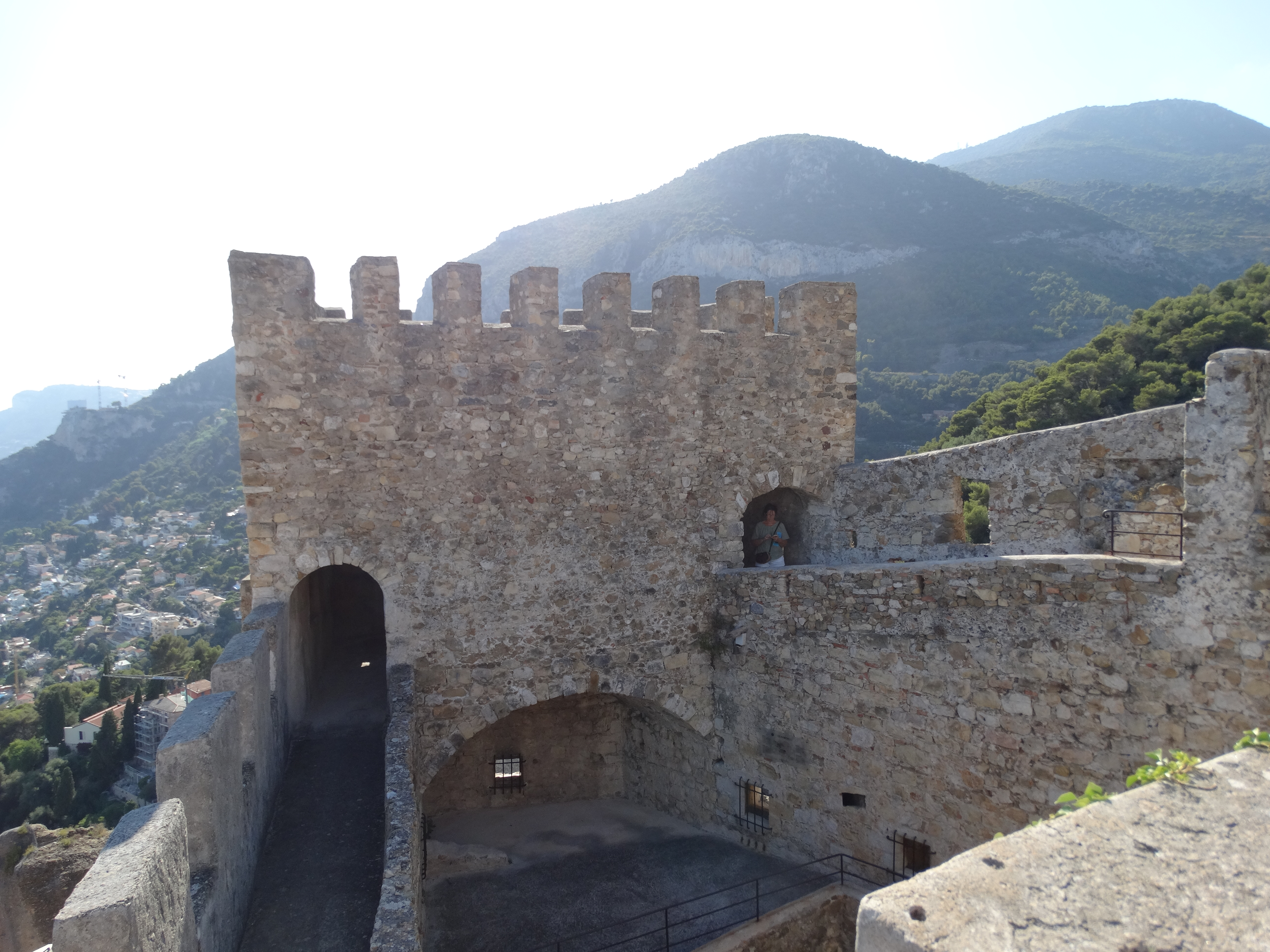
Mauern des Schlosses
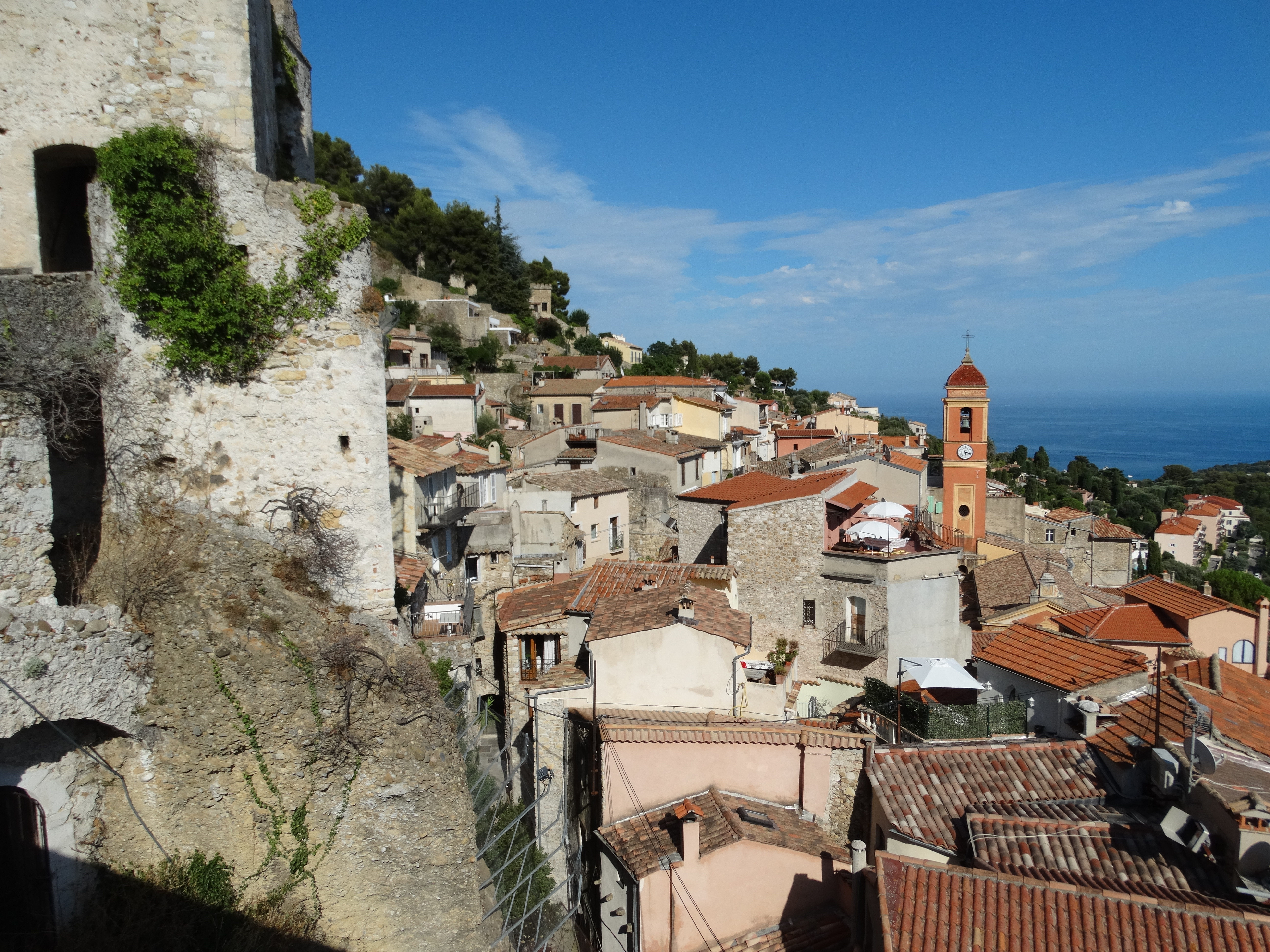
Blick vom Roquebrune Castle
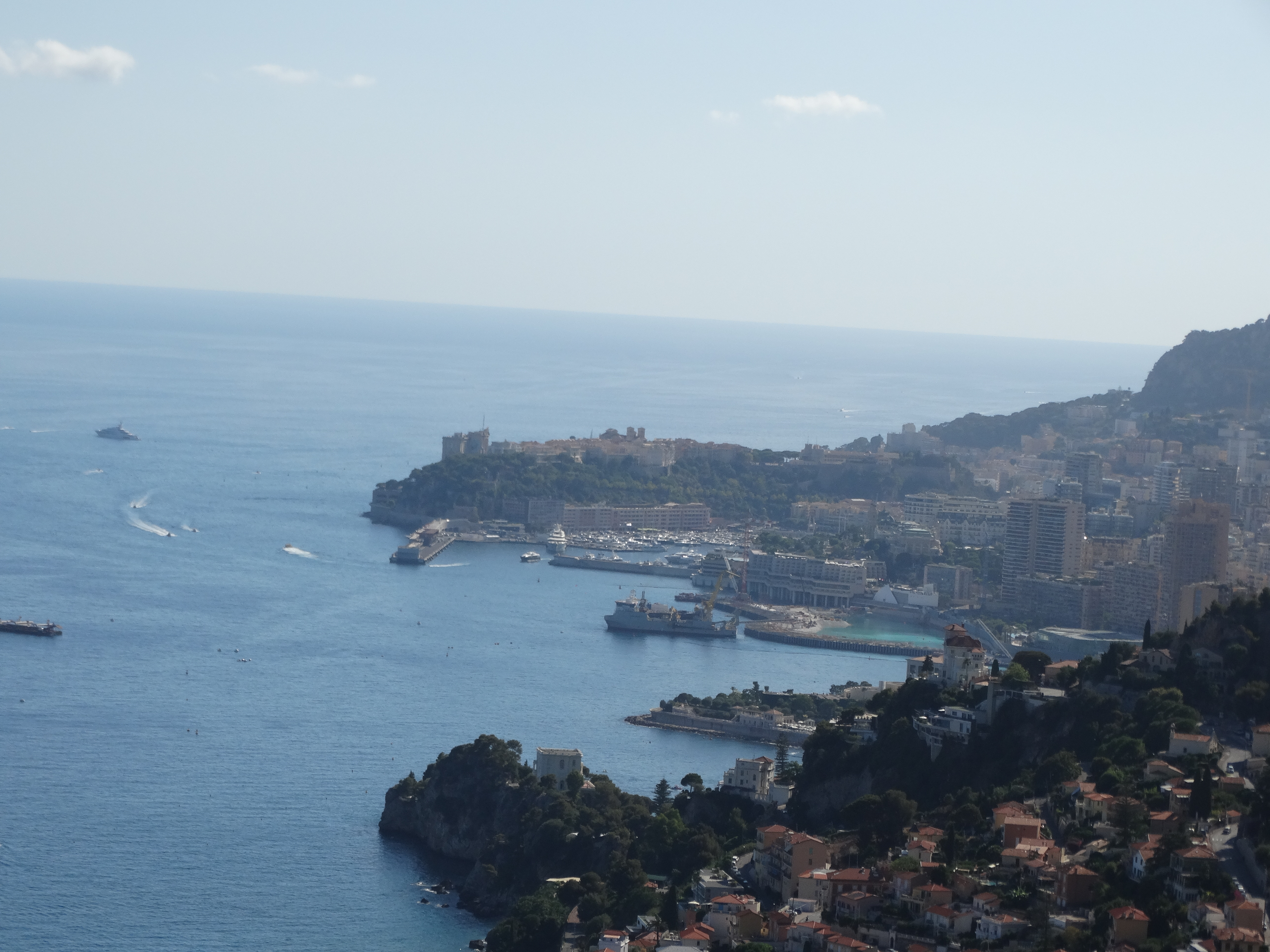
Ansicht von Monaco vom Roquebrune-Schloss